# Prim-secretarii Partidului Comunist din RSS Moldovenească

## Lista secretarilor Comitetului Regional Moldova al Partidului Comunist din Ucraina
Secretarii Comitetului Regional Moldova al Partidului Comunist din Ucraina:
| Nume            | Locul nașterii                          | De la             | Până la           |
| --------------- | --------------------------------------- | ----------------- | ----------------- |
| Iosif Badeev    | Orhei, Basarabia                        | 15 decembrie 1924 | 27 decembrie 1928 |
| Haim Bogopolski |                                         | 27 decembrie 1928 | 30 martie 1930    |
| Ilia Ilin       | Ananiev, azi în regiunea Odesa, Ucraina | aprilie 1930      | octombrie 1931    |
| Ivan Placinda   |                                         | octombrie 1931    | iulie 1932        |

## Lista prim-secretarilor Comitetului Regional Moldova al Partidului Comunist din Ucraina
Prim-secretarii Comitetului Regional Moldova al Partidului Comunist din Ucraina:
| Nume             | Locul nașterii                  | De la          | Până la        |
| ---------------- | ------------------------------- | -------------- | -------------- |
| Ivan Sirko       |                                 | iulie 1932     | 27 mai 1933    |
| Gurgen Bulat     |                                 | iunie 1933     | 28 august 1935 |
| Zinovie Siderski | Kaunas (azi în Lituania)        | 28 august 1935 | aprilie 1937   |
| Vladimir Todres  |                                 | aprilie 1937   | august 1937    |
| Vladimir Borisov |                                 | 23 mai 1938    | februarie 1939 |
| Aleksei Melnikov | Tarakhny, regiunea Penza, Rusia | februarie 1939 | iunie 1939     |
| Piotr Borodin    |                                 | iunie 1939     | 14 august 1940 |

## Lista prim-secretarilor Partidului Comunist din RSS Moldovenească
Prim-secretarii Partidului Comunist din RSS Moldovenească:
| Nume            | Locul nașterii                               | De la             | Până la           |
| --------------- | -------------------------------------------- | ----------------- | ----------------- |
| Piotr Borodin   |                                              | 14 august 1940    | 11 februarie 1942 |
| Nikita Salogor  |                                              | 13 februarie 1942 | 5 ianuarie 1946   |
| Nicolae Coval   |                                              | 5 ianuarie 1946   | 3 noiembrie 1950  |
| Leonid Brejnev  | Dniprodzerjinsk, Ucraina                     | 3 noiembrie 1950  | 25 octombrie 1952 |
| Dimitri Gladki  |                                              | 25 octombrie 1952 | 7 februarie 1954  |
| Zinovie Serdiuk | Arbuzinka, regiunea Herson, Ucraina          | 8 februarie 1954  | 29 mai 1961       |
| Ivan Bodiul     | Alexadrovca, regiunea Nicolaev, Ucraina      | 29 mai 1961       | 30 decembrie 1980 |
| Semion Grossu   | Satul Nou, raionul Sărata, Ucraina           | 30 decembrie 1980 | 16 noiembrie 1989 |
| Petru Lucinschi | Rădulenii Vechi, Florești, Republica Moldova | 16 noiembrie 1989 | 5 februarie 1991  |
| Grigore Eremei  | Tîrnova, Edineț, Republica Moldova           | 5 februarie 1991  | 23 august 1991    |